# John C. Woods
John Chris Woods (Wichita, 5 juni 1911 – Enewetak, 21 juli 1950) was een Amerikaans master sergeant en beul van het 3e Amerikaanse Leger. Hij werd, samen met Joseph Malta, bekend door de terechtstelling van de ter dood veroordeelde kopstukken van nazi-Duitsland op het proces van Neurenberg.
In totaal heeft Woods 347 executies uitgevoerd in zijn 15-jarige carrière als beul.
In juli 1950 elektrocuteerde Woods zichzelf tijdens een reparatie van een hoogspanningskabel. Hij ligt begraven op de begraafplaats Toronto Township Cemetery.

## Bekende executies
Samen met Joseph Malta voerde Woods op 16 oktober 1946 de executies van de ter dood veroordeelde kopstukken op de processen van Neurenberg uit. Deze vonden plaats in de gymzaal van de gevangenis. Ze maakten hierbij gebruik van een strop met standaardlengte. Dit leidde in een aantal gevallen niet tot de gewenste gebroken nek, maar tot een lange en pijnlijke lijdensweg met verstikking als dood. Verder was het valluik te smal, waardoor sommigen hun hoofd tot bloedens toe stootten.
De tien ter dood veroordeelden waren:
- Hans Frank
- Wilhelm Frick
- Alfred Jodl
- Ernst Kaltenbrunner
- Wilhelm Keitel
- Joachim von Ribbentrop
- Alfred Rosenberg
- Fritz Sauckel
- Arthur Seyss-Inquart
- Julius Streicher

Woods zei na de executies dat hij bijzonder trots was om deze ophangingen te mogen uitvoeren.
Ook voerde hij de executies uit van de ter dood veroordeelden van het proces van Dachau.